# Ordre de la Fidélité (Maroc)
Pour les articles homonymes, voir Ordre de la Fidélité.
L'ordre de la Fidélité (en arabe : Wissam Al-Oualaa) est un wissam royal, ordre honorifique dont les distinctions sont décidées et décernées par le roi du Maroc à des personnes s'étant distinguées par des faits et preuves d’attachement et de dévouement au roi.

## Insigne
La médaille est composée d'une plaque en or de 80 mm de diamètre avec, au centre, une étoile en or de 55 mm.